# Iveco 150
Le camion Fiat-Iveco 150 Turbo est un modèle de type moyen lourd tonnage, polyvalent, fabriqué par la filiale argentine Fiat V.I. Argentina du constructeur italien Fiat V.I. à partir de 1987.
Ce camion remplace les Fiat 673 et Fiat 160 Argentina et sera le premier à porter le logo Iveco en Argentine, alors que la marque a été créée en 1975 en Europe.
Le Fiat-Iveco 150 Turbo reprend la même structure de châssis robuste que les Fiat 673 et Fiat 160 Argentina mais hérite d'un moteur turbo compressé 6 cylindres de 5,8 litres de cylindrée. Ses qualités de robustesse et de fiabilité en feront un camion très apprécié pour sa polyvalence et sa cabine très lumineuse et confortable. Il restera en production pendant 10 ans.
Le Fiat-Iveco 150 Turbo sera décliné en version porteur et tracteur de semi-remorques. Il connaîtra une seule série jusqu'en 1996 date à laquelle il sera remplacé par la gamme Iveco EuroCargo lancée en 1995 en Argentine, strictement identique à la gamme européenne.

## Série Fiat-Iveco 150 Turbo
| Modèle          | Années de production | Type moteur        | Cylindrée cm3 | Puissance ch DIN   | PTC en tonnes |
| --------------- | -------------------- | ------------------ | ------------- | ------------------ | ------------- |
| Iveco 150 Turbo | 1986 - 1997          | Fiat 8060.25.A.595 | 5 861         | 175 à 2 700 tr/min | 18,5 - 40,0   |